# Comté de Grundy (Iowa)
Pour les articles homonymes, voir Comté de Grundy.
Le comté de Grundy est un comté de l'État de l'Iowa, aux États-Unis.